# Trento (Agusan del Sur)
Trento (Bayan ng Trento) är en kommun i Filippinerna. Kommunen ligger på ön Mindanao, och tillhör provinsen Agusan del Sur. Folkmängden uppgår till 51 565 invånare år 2015.

## Barangayer
Trento är indelat i 16 barangayer.
| - Basa - Cuevas - Kapatungan - Langkila-an - New Visayas - Poblacion - Pulang-lupa - Salvacion | - San Ignacio - San Isidro - San Roque - Santa Maria - Tudela - Cebolin - Manat - Pangyan |